# Lynas Rare Earths
Lynas Rare Earths, Ltd.  er et australsk mineselskab indenfor sjældne jordarter med hovedkvarter i Sydney. De har to betydelige faciliteter: Minedrift i Mount Weld, Western Australia og en raffineringsfacilitet i Kuantan, Malaysia.
Virksomheden blev etableret i 1983 som Yilgangi Gold NL. og skiftede i 1985 navn til Lynas. I 2001 frasolgte de deres guld-division og begyndte at fokusere på sjældne jordarter.